# هيلاري بريتشارد
هيلاري بريتشارد (بالإنجليزية: Hilary Pritchard)‏ هي ممثلة بريطانية، ولدت في 16 أبريل 1942 في جزيرة مان، وتوفيت في 29 يوليو 1996.

## وصلات خارجية
- هيلاري بريتشارد على موقع IMDb (الإنجليزية)
- هيلاري بريتشارد على موقع ألو سيني (الفرنسية)
- هيلاري بريتشارد على موقع أول موفي (الإنجليزية)
- هيلاري بريتشارد على موقع قاعدة بيانات الفيلم (الإنجليزية)
- هيلاري بريتشارد على موقع كينوبويسك (الروسية)